# Svärta socken
Svärta socken (Svärtuna) i Södermanland ingick i Rönö härad, ingår sedan 1971 i Nyköpings kommun och motsvarar från 2016 Svärta distrikt.
Socknens areal är 99,52 kvadratkilometer, varav 96,01 land. År 2000 fanns här 873 invånare. En del av Nyköping, tätorten Sjösa, godsen Sjösa slott, Svärta gård och Ånga herrgård samt sockenkyrkan Svärta kyrka ligger i socknen.

## Administrativ historik
Svärta socken har medeltida ursprung. 
Vid kommunreformen 1862 övergick socknens ansvar för de kyrkliga frågorna till Svärta församling och för de borgerliga frågorna till Svärta landskommun. Landskommunen utökades 1952 och uppgick 1967 i Nyköpings stad som 1971 ombildades till Nyköpings kommun. Församlingen uppgick 2002 i Nyköpings Alla Helgona församling som 2014 uppgick i Nyköpings församling.
1 januari 2016 inrättades distriktet Svärta, med samma omfattning som församlingen hade 1999/2000.  
Socknen har tillhört län, fögderier, tingslag och domsagor enligt vad som beskrivs i artikeln Rönö härad.  De indelta soldaterna tillhörde Södermanlands regemente, Lif- och Nyköpings Kompanier och Livregementets grenadjärkår, Södermanlands kompani. De indelta båtsmännen tillhörde Andra Södermanlands båtsmanskompani.

## Geografi

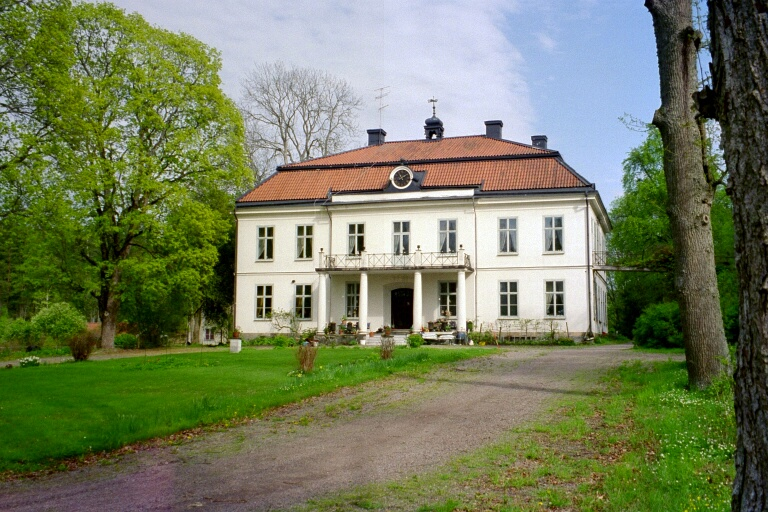
Svärta gård.

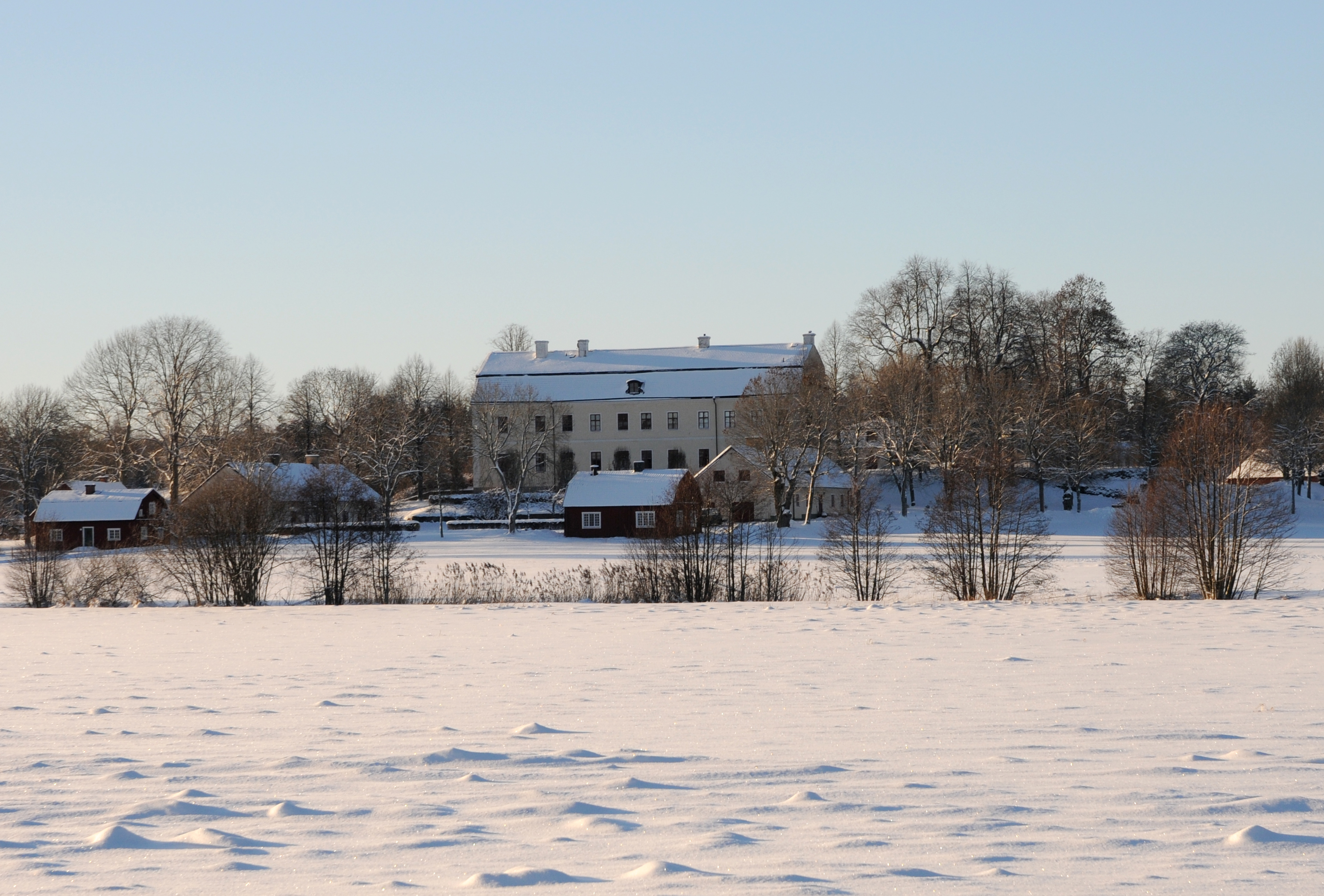
Sjösa slott.

Svärta socken ligger närmast öster om Nyköping kring Svärtaån med Nyköpingsfjärden i söder och skärgård strax nordost om Oxelösund. Socknen har dalgångsbygd utmed ån och är i övrigt skogsbygd med strandbygd vid kusten.
Socknen genomkorsas av gamla Riksettan, E4 samt länsväg 223. 
Inom sockenområdet fanns flera järngruvor som redan 1933 var angivna som nedlagda: Förola gruvor, Gillinge, Sjösa samt Vreta.

### Geografisk avgränsning
Längst i norr och i nordväst gränsar Svärta socken mot Runtuna socken. Mellan den lilla Tacksjön och Rökärret ligger "tresockenmötet" Svärta-Runtuna-Bogsta. Socknen gränsar i nordost mot Bogsta socken på en sträcka av cirka 3 km. Strax öster om motorvägen E4, nordväst om Holmsjön ligger "tresockenmötet" Svärta-Bogsta-Tystberga. Härifrån går gränsen mellan Svärta och Tystberga socken mot sydost. Tystberga socken ligger i nordost. Gränsen tangerar Råsjön (22 m ö.h.) och når, strax öster om Svärdsklova, ner till Vålarfjärden av Örsbaken av Östersjön. I denna del av socknen ligger sjön Ången innanför Ånga herrgård. Länsväg 219 följer kusten genom socknen.
Utanför Ånga herrgård i socknens södra - sydöstra del ligger en skärgård. De största öarna heter Rensholmen, Hertingö, Broken, Fagerö, Långskär och Marsö.
I Örsbaken utanför Ledskär ligger "tresockenmötet" Svärta-Tystberga-Oxelösund. Socknen har en ca 5 km lång vattengräns mot Oxelösunds kommun (tidigare Oxelösunds stad) i söder. Strax nordost om Getnäsudden (i Oxelösund) ligger "tresockenmötet" Svärta-Oxelösund-Nikolai. Härifrån gränsar socknen i sydväst mot Sankt Nicolai socken. Gränsen mellan de två går mot nordväst upp i Sjösafjärden. Norr om Näslandet ligger "tresockenmötet" Svärta-Nikolai-Alla Helgona. Härifrån avgränsas socknen i sydväst av Helgona socken. Gränsen når land vid Saxviken utanför stadsdelen Bryngelstorp i Nyköping. Sockengränsen går norr om Bryngelstorp och passerar järnvägen strax nordost om Stenkulla. Gränsen går därefter rakt norrut upp till Karstorp, där "tresockenmötet" Svärta-Helgona-Runtuna ligger. I detta område ligger bl.a. Olstorpsbergen samt Väsby och Husby gårdar.

## Fornlämningar
Bronsåldern representeras av en mängd rösegravar samt skålgropar. De flesta lämningarna är från järnåldern och ligger på de omkring 40 gravfält från denna tid som ligger i socknen. De allra flesta tillhör yngre järnåldern. Inom sockenområdet finns det sju fornborgar. Vidare finns en runsten (Sö 170) samt 13 s.k. avhysta bytomter. På Hasselö finns tre skansar samt några hyttruiner.

## Namnet
Namnet (1320-talet Swerto) kommer från kyrkan som troligen fått sitt namn från ån vars namn innehåller svart, 'mörk dyjord' eller 'mörkt beskuggat vatten'.

## Kända personer från bygden
Konstnären Charlotte Wahlström kom från Svärta socken.